# ミュータントX
『ミュータントX』 (Mutant X) は、アメリカ合衆国のテレビドラマ。『X-メン』のマーベルコミック公認のSFアクションであり、2001年10月から2004年5月まで放送された。
日本では2002年7月13日から2004年8月11日までAXNで日本語吹き替え版・日本語字幕版が放送された。サンテレビジョン等で放送されたことがある。2008年1月25日からは全シリーズを収録したDVD-BOXが発売された。
しかし、本番組放送開始当初から、権利問題等を巡ってX-MENシリーズの権利元と裁判沙汰になっており、放送が進むにつれて、出演者や制作費が徐々に減らされた。
この為、シーズン3は未解決の形で幕を閉じたが、2004年にFireworks Entertainment（製作会社）が解散された為、シーズン4の制作は実現しなかった。その後、映画化やコンプリート・コレクションDVD発売、更にX-MENシリーズとのクロスオーバー企画等の話も持ち上がったが、後に全てキャンセルされた。

## あらすじ
1975年、19歳の若さでスタンフォード大学にて生物発生学の博士号を取得した天才科学者アダムはジェノマックス社に入社、研究者ポール・ブリードラブがひそかに進めていた研究に携わるようになる。それは遺伝子操作により、先天的に優秀な子供を作り出すという「神の領域」に踏み込んだ恐ろしい実験で、実は政府の情報機関が関わる極秘プロジェクトだった。このプロジェクトにより、超人的パワーを持ったミュータントの子供たちが誕生し、政府は彼らの特殊能力を利用しようと企む。事の重大さに気づいたアダムはポールと対決することを決意するが、その前に同社のセキュリティを担当するメイソン・エックハートが立ちはだかる。アダムは遺伝子操作を受けた子供たちの情報を含んだデータベースを持ってジェノマックスから逃亡し、身を隠す。
それから数十年後、アダムは「ミュータントX」を結成する。彼らの目的は「新たなミュータントの仲間を探し、彼らの特殊能力を維持しながら、敵であるジェノマックスと政府の手から守る」こと。ここからミュータント対人間の終わりなき戦いが始まる。

## 主な登場人物
アダム・ケイン
演 - ジョン・シェア、日本語吹替 - 中田和宏
「ミュータントX」の生みの親にして、天才科学者。高度な頭脳を持った戦略家でもあり、格闘技にも長ける。知らなかったとは言え、政府の陰謀に加担し、ミュータントを生み出してしまった責任を感じている。罪滅ぼしの意味を込めてミュータント達を保護する目的で「ミュータントX」を組織し、本拠地である「サンクチュアリ」と数々の隠れ家を建設する。発信機能が装備されている指輪型の通信機やチームの自家用機である「ダブルヘリックス」も彼の作品である。自身が天才科学者であるのでミュータント達の生命維持と能力保持を一手に引き受ける。エックハート率いるジェノマックスに対抗するべくチームのミュータント達を支援し、自らも闘う頼れる存在である。
シーズン2最終回に行方不明になるが、第3シーズン中盤に再登場する。
第3シーズン最終回で、自身も知らなかった重大な秘密が判明する。
シャリマー・フォックス
演 - ヴィクトリア・プラット、日本語吹替 - 茉雪千鶴
人間と動物のDNAを持つ美女。外見よりはるかに超人的な身体能力を持ち、驚異的な跳躍力や成人男性を軽々とふき飛ばす程の怪力を持ってビルの屋上から飛び下りたり一人で敵を薙ぎ倒していく。また猫のような目に変化し、光りだすと肉眼では見えない細かいものや僅かな色等が見える。気が強いため、時折予測不可能な行動をする。父親は会社社長であるが疎遠であり、アダムとは路上生活していた時に知り合ったらしい。
ジェシー・キルマーティン
演 - フォーブス・マーチ、日本語吹替 - 櫻井孝宏
幼い時にシェルターに保護され、多少世間知らずな所もあるが気立ての良い青年。身体の分子密度を自在に変化できる分子系能力を持つミュータント。この能力により一瞬にして身体を岩より固い状態にして銃弾や走行中の車を跳ね返したり、反対に希薄な存在に変化させて障害物を通り抜けたりすることが出来る。第1シーズン最終回から、自分だけでなく触れたものすべてを変化させることが可能となり、ヘリックスを気体化させたこともあった。コンピュータ操作の天才で自在に操ることにより組織を支援する。この特技とアダムが去ったため、第3シーズンは現場に来ることが少なくなり、基地から支援することが大半だった。
ブレナン・マルウレイ
演 - ビクター・ウェブスター、日本語吹替 - 大黒和広
タフだが傷つきやすい一面を持つ20代後半の好青年。体内で電気を発生させ、手からの放電により機器類の電気的操作や敵への攻撃を可能にする電気系ミュータント。ただし、水には弱い。ミュータントである現実を受け入れて楽しんでいる。格闘能力もかなり高い。組織に加入する前は、自らの能力を使って車の窃盗等の犯罪を犯したことがある社会のアウトロー的存在であった。第2シーズンでは電気の力で空中に浮遊することが出来る様になった。第3シーズンでは、アダムの秘密をレクサから聞かされ、大激怒した。
エマ・デラウロ
演 - ローレン・リー・スミス、日本語吹替 - 笹島かほる
20代前半の茶目っ気のある美女。他人の心を読んだり、相手の精神や感情、意志を思うように操作することのできる能力を持つ超精神力系ミュータントである。第2シーズンでは、額から光線を放てるようになった。不安定な能力を否定しながらもブティックの店員として働き普通に暮らしていたが、ジェノマックスに追われアダム達に助け出されてから自分の能力を受け入れる決意を固めチームを助けるようになる。この特殊な能力と遊び好きの性格から時にトラブルに巻き込まれたり、呼び込んだりしてしまうことがある。第2シーズンでは能力のため第1シーズンに比べて表情が硬くなっている。
シーズン2の最終回に爆発事故に巻き込まれて死亡。
レクサ・ピアース
演 - カレン・クリシェ、日本語吹替 - 本田貴子
光を操る分子系及び電気系ミュータントでシーズン3より参加。アダムが姿を暗ましてから権力者組織からの指示でかつて所属していたミュータントXに再びメンバーとしてシャリマー達に協力をする。実はシャリマーたちよりも初期のメンバーであったが、アダムと共に闘いながらも意見の相違からアダムの元を去ったことがある。生き別れたミュータントの兄弟を探すことを引き換えに組織の命令に従うが、アダムとエマを失った直後突然現れた彼女の存在を快く思わないシャリマー達と対立することがしばしばある。能力は光を屈折させて姿を消した（野生系のシャリマーには通用せず、犬にも見破られた）り、目晦ましに使ったり、光を指先に集めてレーザーのようにして攻撃したりも出来る。
メイソン・エックハート
演 - トム・マッカムス、日本語吹替 - 花田光
ジェノマックス社の機密保持を担当するセキュリティ部門の責任者だったが、ブリードラブ博士殺害後同社の裏の顔である政府の秘密機関のトップとGSA（ジェノマックス・セキュリティエージェント、ジェネティック・セキュリティ）のリーダーとなる、ミュータントを憎み彼等を全て支配下に置こうと暗躍する。自身の免疫システムが崩壊しているため、常にラテックス製の防菌特殊マスクと手袋を装着している。一説では自分も遺伝子操作を受けて最強のミュータントになろうとしたが失敗したため免疫システムが崩壊し、その責任はアダムにあると恨んでいると言うことらしいが、本編では最後まで詳細が明かされることはなかった。第1シーズン最後でアシュロックの登場によってカプセルの中に閉じ込められ、第2シーズンで復活しアダム達と対決するが、第3シーズンの序盤でブレナンに殺害される。
ガブリエル・アシュロック
演 - マイケル・イーストン、日本語吹替 - 家中宏
最初のジェノマックスの子でミュータントとしての力は常に進化し続けており史上最強のレベルにある。子供の頃から良心と言うものを持たず、自らの力で両親を殺してしまった過去を持つ。ミュータントを集めてストランドを結成しミュータントの特殊な能力を誇示して社会を支配しようと言う野望を抱く。そのためにジェノマックスはもちろんのこと、ミュータントXとも敵対関係にある。25年前彼の力を封じ込めるために当時ジェノマックスに所属していたアダムはサブダーマル・ガバナーとポッドを開発した。
シーズン2で力の暴走のため死亡。その直後、彼の恋人は妊娠している描写があったが、それ以降はそのことについては作中では触れられなかった。

## エピソード

### シーズンI（全22話）
| 話数 | サブタイトル               | 原題                            | 放送日 (AXN)   |
| ---- | -------------------------- | ------------------------------- | -------------- |
| 1    | ミュータント現る           | The Shock of the New            | 2002年 7月17日 |
| 2    | 新しい仲間                 | I Scream the Body Electric      | 7月24日        |
| 3    | ロシアン・ルーレット       | Russian Roulette                | 7月31日        |
| 4    | シャリマーの恋             | Fool for Love                   | 8月7日         |
| 5    | 最強のサイバーテロリスト   | Kilohertz                       | 8月14日        |
| 6    | 不死の代償                 | The Meaning of Death            | 8月21日        |
| 7    | 一触即発                   | Lit Fuse                        | 8月28日        |
| 8    | マイクロドライブを奪還せよ | In the Presence of Mine Enemies | 9月4日         |
| 9    | 小さな能力者               | Crime of the New Century        | 9月11日        |
| 10   | 亡霊戦士の復讐             | Dark Star Rising                | 9月18日        |
| 11   | 消えゆく愛                 | Whiter Shade of Pale            | 9月25日        |
| 12   | 光と影の分身想             | Double Vision                   | 10月2日        |
| 13   | 親子の絆                   | Blood Ties                      | 10月9日        |
| 14   | 悪への変貌                 | Altered Ego                     | 10月16日       |
| 15   | 甦る死者                   | Lazarus Syndrome                | 10月23日       |
| 16   | 裏切りのテレサイバー       | Interface                       | 10月30日       |
| 17   | 消された記憶               | Presumed Guilty                 | 11月6日        |
| 18   | 悪夢の世界                 | Nothing to Fear                 | 11月13日       |
| 19   | 共通の敵                   | Dancing on the Razor            | 11月20日       |
| 20   | ロシア遺産の秘密           | Ex Marks the Spot               | 11月27日       |
| 21   | 魅惑のミュータント         | Deadly Desire                   | 12月4日        |
| 22   | 新たなる強敵               | A Breed Apart                   | 12月11日       |

### シーズンII（全22話）
| 話数 | 通算 | サブタイトル         | 原題                   | 放送日 (AXN)  |
| ---- | ---- | -------------------- | ---------------------- | ------------- |
| 1    | 23   | 破滅への序章         | Past as Prologue       | 2003年 5月6日 |
| 2    | 24   | 戦慄の核ジャック     | Power Play             | 5月13日       |
| 3    | 25   | 過去への策謀         | Time Squared           | 5月20日       |
| 4    | 26   | 変異の果て           | Whose Woods These Are  | 5月27日       |
| 5    | 27   | 運命の日             | The Future Revealed    | 6月3日        |
| 6    | 28   | 捕らわれの解放戦線   | No Man Left Behind     | 6月10日       |
| 7    | 29   | 封印された町         | Crossroads of the Soul | 6月17日       |
| 8    | 30   | 狙われたミュータント | Sign from Above        | 6月24日       |
| 9    | 31   | さまよえる魂         | Body and Soul          | 7月1日        |
| 10   | 32   | 宿命の再会           | Understudy             | 7月8日        |
| 11   | 33   | 危険な罠             | The Grift              | 7月15日       |
| 12   | 34   | 運命の行く末         | At Destiny's End       | 7月22日       |
| 13   | 35   | 密室の葛藤           | Within These Walls     | 7月29日       |
| 14   | 36   | 塀の中のデスマッチ   | Hard Time              | 8月5日        |
| 15   | 37   | 美しき刺客           | Under the Cloak of War | 8月12日       |
| 16   | 38   | 闇の掟               | Once Around            | 8月19日       |
| 17   | 39   | 蘇る宿敵             | Final Judgment         | 8月26日       |
| 18   | 40   | 地獄の業火           | Inferno                | 9月2日        |
| 19   | 41   | 変異の予兆           | One Step Closer        | 9月9日        |
| 20   | 42   | 悪夢の真相           | Reality Check          | 9月16日       |
| 21   | 43   | 50万年の眠り         | Reawakening            | 9月23日       |
| 22   | 44   | 究極の野望           | Lest He Become         | 9月30日       |

### シーズンIII（全22話）
| 話数 | 通算 | サブタイトル         | 原題                    | 放送日 (AXN)   |
| ---- | ---- | -------------------- | ----------------------- | -------------- |
| 1    | 45   | 闇に消えた真実       | Into the Moonless Night | 2004年 3月16日 |
| 2    | 46   | 危険な賭け           | Wages of Sin            | 3月23日        |
| 3    | 47   | 罪過の代償           | The Breed               | 3月30日        |
| 4    | 48   | 悪魔の囁き           | Where Evil Dwells       | 4月6日         |
| 5    | 49   | 消滅のカウントダウン | The Taking of Crows     | 4月13日        |
| 6    | 50   | 地下室の子守歌       | Shadows of Darkness     | 4月20日        |
| 7    | 51   | 神の手               | The Hand of God         | 4月27日        |
| 8    | 52   | 再会の時             | Wasteland               | 5月4日         |
| 9    | 53   | 死のダウンロード     | No Exit                 | 5月11日        |
| 10   | 54   | 怪人の最期           | Brother's Keeper        | 5月18日        |
| 11   | 55   | 時空の選択           | Possibilities           | 5月25日        |
| 12   | 56   | エイリアンの正体     | Conspiracy Theory       | 6月1日         |
| 13   | 57   | 魅惑のアート         | Art of Attraction       | 6月8日         |
| 14   | 58   | 蘇生への道標         | A Normal Life           | 6月15日        |
| 15   | 59   | 揺らぐ忠誠心         | Divided Loyalties       | 6月22日        |
| 16   | 60   | 永遠の生命           | Age of Innocence        | 6月29日        |
| 17   | 61   | 解き放たれた凶器     | She's Come Undone       | 7月6日         |
| 18   | 62   | 死の淵               | In Between              | 7月13日        |
| 19   | 63   | 欲望の館             | Dream Lover             | 7月20日        |
| 20   | 64   | 予言                 | The Prophecy            | 7月27日        |
| 21   | 65   | 死のサーカス団       | The Assault             | 8月3日         |
| 22   | 66   | アダムの真実         | Cirque des Merveilles   | 8月10日        |

## 日本語版スタッフ
- 翻訳 - 村上美智子[14]
- 演出 - 麦島哲也[15]
- 制作 - ?